# Немчёнок, Ася Викторовна
Немчёнок Ася Викторовна (7 марта 1966 года, Ленинград, СССР) — российский художник, фотограф, лектор, преподаватель искусств, куратор выставочных проектов, автор экспериментального видео. Обучалась на живописном отделении Ленинградского художественного училища им. В. А. Серова и постановочно-декорационном отделении ЛГИТМиК им. В. А. Черкасова. В качестве художника сотрудничала с молодёжными театральными коллективами, впоследствии несколько лет работала на киностудии Ленфильм. С 1997 года член графической секции Союза художников России. Известна как создатель экспериментальной авторской техники «фотоживопись».

## Творчество
До 2000 года Ася Немчёнок активно работала в технике графического рисунка и монотипии (монотипия — живопись на стекле маслом или гуашью с последующей возможностью единственного оттиска), выставлялась как художник-график. Первые персональные выставки прошли в Петербургском и Московском Домах Кино.
Начиная с 2000 года, Ася Немчёнок экспериментирует, совмещая живопись и фотографию. Её ноу-хау — раскрашивание вручную и дорисовывание негативов 35-миллиметровой черно-белой или цветной фотоплёнки. В результате, каждая фотография становится уникальным произведением искусства. Данная техника близка к таким малотиражным графическим техникам, как офорт или ксилография. В фотоживописи при рисовании на фотоплёнке художником использовались приёмы монотипии и граттажа. Первая творческая серия «Домашний театр», по произведениям Шекспира, выполненная в авторской технике фотоживописи, получила призовое место на международной фотовыставке «Мой Canon» в Манеже в 2001 году. В технике фотоживописи выполнены и последующие авторские серии: «Арабески», «Петербург. Алхимия мечты», «Studio», «Utopia XXL» и, частично, «Corpus Signum».
В 2003—2005 годах Ася Немчёнок продолжает экспериментировать не только с негативами, но и с позитивами, освоив авторскую ручную печать фотографий. Её характерными приёмами становятся фотоколлаж, двойное, тройное вирирование, вписывание вручную текста в изображение, живопись маслом по позитиву. Сериями с художественной обработкой фотографий ручной авторской печати стали: «SCRITTURA ITALIANA», «TEOgen», «Akhmatova.Poems», «Corpus Signum» и «Impressions francaises». Впоследствии, работы из серий «SCRITTURA ITALIANA», «TEOgen» и «Akhmatova.Poems» стали основой и материалом для экспериментального авторского видео.
В 2003 году, в качестве куратора, Ася Немчёнок в сотрудничестве с итальянским издателем Ориано Спортелли готовит специальный выпуск международного альманаха фотографии и литературы «PRIVATE», посвящённый 300-летию Петербурга — «PRIVATE № 25. Petersburg. The Inner City», Болонья, Италия. Среди представленных петербургских авторов были поэтесса Елена Шварц, писатель Сергей Носов, фотографы Сергей Свешников, Людмила Таболина, Дмитрий Провоторов и многие другие.
Позже, экспериментируя в арт-фотографии с цифровой обработкой изображений, она соединяет ручные и цифровые приёмы фотопечати. В 2006 году Ася Немчёнок делает новый авторский проект «VIDEOPOESIA», в котором выступает в качестве куратора и автора-художника серии «Визуальная поэзия». В своих видеофильмах работает как режиссёр, художник, переводчик с итальянского, звукооператор. Международный проект «VIDEOPOESIA» с участием известных и молодых русских, итальянских, испанских поэтов показывался в 2006—2007 годах на разных площадках Петербурга, Москвы, Милана и Барселоны.
К авторским фильмам Аси Немченок серии «VIDEOPOESIA» относятся:
«Знак Минус. Марко Джовенале», «Рваное небо. Ирина Дудина», «Тело. Давид Жанэ», «Солнце. Синта Араса», «Разноцветные страсти. Белла Гусарова», «Ангел чёрный, Ангел белый. Дмитрий Григорьев». А также, в разделе «классика» фильмы, посвящённые Анне Ахматовой, Белле Ахмадулиной и Мишелю Уэльбеку.

## Мастер-классы, преподавание
С 2006 года Ася Немчёнок проводит мастер-классы по фотоживописи и арт-фотографии в Санкт-Петербурге, Петрозаводске, Ярославле, Новгороде, Хабаровске, других городах России. Параллельно становится ведущим преподавателем на Театральном отделении ДХШ № 1, где вместе с подростками делает маски, костюмы и макеты декораций к спектаклям.
С 2009 года председатель фотоклуба PF при Петербургских Фотомастерских. Будучи председателем и куратором, за три года существования клуба подготовила 15 выставочных проектов молодых авторов.

## Лекции
С 2011 года читает для широкой аудитории авторские лекции из цикла «На стыке искусств» в лектории Государственного Русского музея, в Новом музее Современного искусства, в фотошколах и на молодёжных площадках Санкт-Петербурга и других городов России.
С 2015 года ведёт интерактивный авторский проект «Лаборатория АСЯ/ART» включающий в себя портфолио, авторский блог и Лабораторию по дистанционному обучению искусству.

## Персональные выставки
- 1992 — выставка графики, Дом Кино (Санкт-Петербург)
- 1992 — выставка графики, Центральный Дом Кино (Москва)
- 1994 — выставка живописи и графики институт ФИЗТЕХ им. Иоффе (Санкт-Петербург)
- 1999 — «Синяя выставка», галерея литературного журнала «Звезда» (Санкт-Петербург)
- 2002 — «Домашний театр», фотовыставка, частный клуб «Петербургские тайны»(Санкт-Петербург)
- 2002 — «Алхимия мечты», фотоживопись, выставочный зал книжного магазина «Англия» (Санкт-Петербург)
- 2002 — «Прожекты», фотовыставка, клуб Манилов (Санкт-Петербург)
- 2002 — «Чернильница», галерея «ФОТОimage», арт центр «Пушкинская 10» (Санкт-Петербург)
- 2004 — «SCRITTURA ITALIANA», в рамках международного фотофестиваля «Foianofotografia VI» (г. Фоиано, Италия)
- 2004 — «Выставка одной фотографии», ГЦФ (Санкт-Петербург)
- 2005 — «LETTERE ITALIANE», galleria «OpenMind» (г. Милан, Италия)
- 2005 — «Lettere Italiane — 2», «Circolo Culturale A. Lucchini» (г. Кастель Сан Джованни, Италия)
- 2005 — «ITALIANLETTERS», клуб «Alter Ego» (г. Сесто Сан Джованни, Италия)
- 2005 — «Punto di incontro/Точка встречи», ГВЗ Петрозаводска (Петрозаводск, Карелия)
- 2005 — «Точка встречи», галерея «Navicula Artis», арт центр «Пушкинская 10» (Санкт-Петербург)
- 2005 — «ITALIENS LETTERS», Nagasaki Pease Museum (г. Нагасаки, Япония)
- 2006 — «Punto di incontro/Точка встречи», Ярославский Художественный музей (г. Ярославль, Россия)
- 2006 — «Как срисовывать ангела в профиль с неба», Музей Истории Фотографии (Санкт-Петербург)
- 2006 — «Akhmatova. Poems», галерея «OpenMind» (г. Милан, Италия)
- 2007 — «UTOPIA XXL», музей Достоевского (Санкт-Петербург)
- 2007 — «POEMS» в рамках проекта VIDEOPOESIA, галерея «SARAI», музей А. Ахматовой (Санкт-Петербург)
- 2007 — «Ахматова. Петербург. Poems», музей А. Ахматовой (Санкт-Петербург)
- 2008 — «CORPUS SIGNUM/Знак Тела», арт галерея «Матисс Клуб» (Санкт-Петербург)
- 2010 — «IMPRESSIONS FRANCAISES», выставка-акция в саду музея А. Ахматовой (Санкт-Петербург)
- 2012 — «Импрессион» — экспериментальная артфотография, ЦВЗ «Диалог» (г. Великий Новгород, Россия)
- 2013 — «IMPRESSIONS FRANCAISES», ЦВЗ Петрозаводска (г. Петрозаводск, Карелия)
- 2013 — «Ручная Италия», государственный музей «Царскосельская коллекция» (г. Пушкин, Россия)
- 2014 — «Фотоживопись и Арт-фотография», ВЗ школы искусств им. Аникушина (г. Кронштадт, Россия)
- 2015 — «Ася в Стране чудес», визуальная поэзия, артбюро «Просвет», лофт «MorePlace» (Санкт-Петербург)

Участница более 50 коллективных выставок

## Авторское видео
- «Белый». «Красный». «Синий». « Фиолетовый». « Чёрный». (2004) для международного проекта «Touch_me» (Нью-Йорк,USA),
- «Lettere italiane» − 2005,
- «Il Punto di incontro /Точка встречи» − 2006, «UTOPIA» − 2006, «TEOgen» − 2006,
- «Нарисуем Новый Год!» 2006 (приз московского видеофестиваля)
- Международный проект «VIDEOPOESIA» — 2004—2006
- Международный проект «Портрет художника»[14] (совместно с Массимо Берсани) — 2008

## Список публикаций
- 2001 — журнал «Три искусства» № 2, г. Санкт-Петербург
- 2002 — журнал «Петербургские сезоны» № 1, г. Санкт-Петербург
- 2002 — международный альманах фотографии и литературы « PRIVATE» № 23,г. Болонья,Италия 2003 -международный альманах фотографии и литературы «PRIVATE» № 25,г. Болонья, Италия
- 2003 — журнал «Адреса» № 8, г. Санкт-Петербург
- 2004 — журнал «СПб. Собака.ru» № 3, г. Санкт-Петербург
- 2005 — "Liberta’ ", 14 marzo, ITALY
- 2005 — «Repubblica», 7 marzo, ITALY. Repubblica, 12 marzo, ITALY
- 2005 — «Курьер Карелии», 4 августа, Петрозаводск
- 2005 — «Петербург. На Невском», № 09 (104), Санкт-Петербург
- 2006 — «Liberta», 9 сентября, ITALY
- 2007 — «Афиша», № 4(96), 5 марта, Санкт-Петербург
- 2007 — «FOTO & VIDEO», № 7, 2007
- 2008 — «FOTO & VIDEO», статья «5 книг», № 10, 2008
- 2008 — «Под ключ», статья «Прага. Pozor!», № 10, 2008
- 2009 — «FOTO & VIDEO», статья «Что такое цвет», № 1, 2009
- 2009 — «Под ключ», статья «Фотофестиваль в Арле», № 8, 2009
- 2009 — «FOTO & VIDEO», Проблемы российского образования, № 11 2009

## Каталоги и буклеты
- «Мифология в современном искусстве», галерея «Артгород»//2002,СПб
- «Портрет старого дома», ГЦФ, общество А-Я// 2002, СПб
- «Молодые Художники России»//2002, Москва
- «Ускользающая красота», JAM HALL//2003, СПб
- «Художники Санкт-Петербурга городу»//2003, СПб
- «Отпечатки», Международное Триеннале Искусств//2003, Петрозаводск
- «La realta’ raccontata. Foianofotografia VI»//2004, Фоиано, Италия
- "LECCOIMMAGIFESTIVAL’’ // 2005, Lecco, Италия
- «BOBBIO IMMAGINE» Festiva // Bobbio, Италия
- «BOBBIO IMMAGINE 2» Festiva // Bobbio, Италия
- «Поэма без героя. Фотоверсии»//2007, музей Анны Ахматовой (СПб)
- «CORPUS SIGNUM/Знак Тела»// 2008, Арт галерея «Матисс Клуб» (СПб)
- Международный фестиваль медиапоэзии «Вентилятор» // 2009, Центр современного искусства им. С. Курехина, (СПб)